# Parauta (kommunhuvudort)
Parauta är en kommunhuvudort i Spanien.   Den ligger i provinsen Provincia de Málaga och regionen Andalusien, i den södra delen av landet, 400 km söder om huvudstaden Madrid. Parauta ligger 802 meter över havet och antalet invånare är 245.
Terrängen runt Parauta är kuperad. Runt Parauta är det glesbefolkat, med 11 invånare per kvadratkilometer. Närmaste större samhälle är Ronda, 10,1 km norr om Parauta. 